# Viola phalacrocarpa
Viola phalacrocarpa là một loài thực vật có hoa trong họ Hoa tím. Loài này được Maxim. miêu tả khoa học đầu tiên năm 1876.